# American Video Entertainment
American Video Entertainment fue una compañía desarrolladora de software con sede en California que desarrollo videojuegos sin licencia para el Nintendo Entertainment System. La compañía desarrollo dos juegos propios, Krazy Kreatures y Trolls on Treasure Island en 1990, y distribuyó 19 juegos en total para el NES.
American Video Entertainment fue fundada en febrero de 1990 por Macronix. Richard Frick fue nombrado presidente, quien provenía de ShareData.

## Lista de juegos
| Blackjack | Blackjack | Publicación original: 1992 (Norteamérica) | Nintendo Entertainment System |
| Blackjack fue desarrollado por Odyssey Software y distribuido por American Video Entertainment. El juego destaca la acción del blackjack y una cuenta que reparte de 1-3 mazos de cartas. Luego de ganar una cierta cantidad de dinero o perderlo todo, el juego automáticamente termina. |           | Publicación original: 1992 (Norteamérica) |                               |

| Cue Stick | Cue Stick | Publicación original: 1992 (Norteamérica) | Nintendo Entertainment System |
| Cue Stick fue un juego cancelado originalmente desarrollado por Odyssey Software y distribuido por American Video Entertainment. |           | Publicación original: 1992 (Norteamérica) |                               |

| Deathbots | Deathbots | Publicación original: 1990 (Norteamérica) | Nintendo Entertainment System |
| Deathbots fue desarrollado por Odyssey Software y distribuido por American Video Entertainment. En Deathbots, la corporación Mutech creó una base en la Prisión de Alcatraz, donde intenta crear inteligencia superior computacional teniendo fracaso, como los robots que han creado se han hecho cargo de los sistemas informáticos y es una amenaza para el mundo. En las profundidades de la fortaleza esta una dispositivo parecido a una bomba atómica denominado bomba Gamma, que un solitario robot debe destruir. El juego se juega desde una perspectiva general. |           | Publicación original: 1990 (Norteamérica) |                               |

| Double Strike | Double Strike | Publicación original: 1990 (Norteamérica) 1990 (Australia) | Nintendo Entertainment System |
| Double Strike fue desarrollado y distribuido en Taiwán por Sachen, en Norteamérica por American Video Entertainment, y en Australia por HES. Este es un juegos Matamarcianos en donde el jugador debe salvar un grupo de islas de terroristas. |               | Publicación original: 1990 (Norteamérica) 1990 (Australia) |                               |

| Dudes with Attitude | Dudes with Attitude | Publicación original: 1990 (Norteamérica) | Nintendo Entertainment System |
| Dudes with Attitude es un juego de puzle desarrollado y distribuido por American Video Entertainment. El jugador controla a un personaje parecido a una cabeza llamado "Dude" or "Dudette". El objetivo del juego es recolectar todos los tesoros en cada nivel sin morir por obstáculos o por el tiempo. |                     | Publicación original: 1990 (Norteamérica) |                               |

| F–15 City Wars | F–15 City Wars | Publicación original: | Nintendo Entertainment System |
| F–15 City Wars es un juego Matamarcianos en primera persona 3-D desarrollado por Idea-tek y distribuido en Norteamérica por American Video Entertainment y en Australia por HES. En este juego, el jugador debe defender una ciudad asediada por tanques, helicópteros, aviones de caza enemigos y robots. El objetivo del juego es limpiar grupos de burbujas coloridas cuando ellas flotan a la parte superior de la pantalla. |                | Publicación original: |                               |

| Improssible Mission–II | Improssible Mission–II | Publicación original: 1990 (Norteamérica) 1990 (Australia) | Nintendo Entertainment System |
| Impossible Mission–II es un juego de plataformas desarrollado por Novotrade para Epyx y distribuido en Norteamérica por American Video Entertainment, este fue distribuido en Australia por HES. Este fue la secuela del éxito de Commodore 64 Impossible Mission y destaca una jugabilidad similar como su antecesor. |                        | Publicación original: 1990 (Norteamérica) 1990 (Australia) |                               |

| Krazy Kreatures | Krazy Kreatures | Publicación original: 1990 (Norteamérica) | Nintendo Entertainment System |
| Krazy Kreatures es un Videojuego de lógica desarrollado y distribuido por American Video Entertainment. El jugador debe eliminar varios animales fuera de la pantalla por la organización de ellos en filas de tres o más antes de que se acabe el tiempo. |                 | Publicación original: 1990 (Norteamérica) |                               |

| Maxivision 15–in–1 (Maxi 15) | Maxivision 15–in–1 (Maxi 15) | Publicación original: 1992 (Norteamérica) 1992 (Australia) | Nintendo Entertainment System |
| Maxivision 15–in–1 (Maxi 15) es un Multicart distribuido en Norteamérica por American Video Entertainment y en Australia por HES. Este fue el último juego en ser distribuido por AVE, y este destaca juegos distribuidos por AVE, American Game Cartridges, y Color Dreams. Los 15 juegos en el multicart son Chiller, Deathbots, Double Strike, Dudes with Attitude, F-15 City Wars, Krazy Kreatures, Menace Beach, Puzzle, Pyramid, Rad Racket: Deluxe Tennis II, Shock Wave, Solitaire, Stakk M, Tiles of Fate, y Venice Beach Volleyball.[15] |                              | Publicación original: 1992 (Norteamérica) 1992 (Australia) |                               |

| Mermaids of Atlantis | Mermaids of Atlantis | Publicación original: 1991 (Norteamérica) | Nintendo Entertainment System |
| Mermaids of Atlantis es un Videojuego de lógica distribuido por AVE como una versión limpia del juego pornográfico de NES Bubble Bath Babes originalmente desarrollado por Computer & Entertainment. La versión original pornográfica fue también distribuido en Estados Unidos por Panesian y en Japón por Hacker International. El objetivo es limpiar grupos de burbujas coloridas cuando floten a la parte superior de la pantalla. |                      | Publicación original: 1991 (Norteamérica) |                               |

| Puzzle | Puzzle | Publicación original: 1991 (Norteamérica) | Nintendo Entertainment System |
| Puzzle es un videojuego de puzle móvil desarrollado por Idea-tek y distribuido por AVE. El juego consiste de 10 diferentes puzle móviles de 4-por-4 en donde el jugador debe resolver en una limitada cantidad de tiempo. Los jugadores pueden recibir ayuda limitada si se atascan en algún punto durante un puzle. |        | Publicación original: 1991 (Norteamérica) |                               |

| Pyramid | Pyramid | Publicación original: 1992 (Norteamérica) | Nintendo Entertainment System |
| Pyramid es un videojuego de puzle desarrollado por Sachen y distribuido en Taiwán por Sachen y en Norteamérica por AVE. Este es similar al Tetris, excepto que los bloques son con forma triangular en vez de cuadrada. |         | Publicación original: 1992 (Norteamérica) |                               |

| Rad Racket                                                                               | Rad Racket | Publicación original: 1991 (Norteamérica) | Nintendo Entertainment System |
| Rad Racket es un juego de tenis desarrollado por Idea-tek y distribuido por AVE en 1991. |            | Publicación original: 1991 (Norteamérica) |                               |

| Solitaire | Solitaire | Publicación original: 1992 (Norteamérica) | Nintendo Entertainment System |
| Solitaire fue desarrollado por Odyssey Software y lanzado por AVE. Este está basado en el Microsoft Solitaire y el juego de cartas del mismo nombre. |           | Publicación original: 1992 (Norteamérica) |                               |

| Tiles of Fate | Tiles of Fate | Publicación original: 1990 (Norteamérica) | Nintendo Entertainment System |
| Tiles of Fate es un juego de puzle desarrollado por el desarrollador Taiwanés Computer & Entertainment y distribuido en los Estados Unidos por AVE. El jugador debe restaurar el orden en la Antigua China emparejando azulejos similares utilizados por los antiguos reyes. Parecido al juego Mahjong, el jugador debe limiar los azulejos de la pantalla emparejándolos lado-por-lado en parejas. |               | Publicación original: 1990 (Norteamérica) |                               |

| Trolls on Treasure Island | Trolls on Treasure Island | Publicación original: 1994 (Norteamérica) | Nintendo Entertainment System |
| Trolls on Treasure Island fue desarrollado y distribuido por AVE en 1994. El juego es exactamente igual que Dudes with Attitude pero el jugador controla un trol en vez de una cara, y los puzles son algo diferentes. |                           | Publicación original: 1994 (Norteamérica) |                               |

| Ultimate League Soccer | Ultimate League Soccer | Publicación original: 1992 (Norteamérica) | Nintendo Entertainment System |
| Ultimate League Soccer es un juego de fútbol desarrollado po el desarrollador taiwanés Computer & Entertainment. Aparte de los Estados Unidos y Taiwán, este también fue distribuido por HES y en Brasil por Milmar (bajo el nombre "Futebol"). Una versión con contenido pornográfico añadido fue distribuido en Japón por Hacker International. |                        | Publicación original: 1992 (Norteamérica) |                               |

| Venice Beach Volleyball | Venice Beach Volleyball | Publicación original: 1991 (Norteamérica) | Nintendo Entertainment System |
| Venice Beach Volleyball es un juego de Voleibol desarrollado por Idea-tek y distribuido en Estados Unidos por AVE. El jugador está en las semifinales del torneo Abierto de voleibol de Venice Beach, con dos de los equipos compuestos de hombres y los otros dos compuestos de mujeres. |                         | Publicación original: 1991 (Norteamérica) |                               |

| Wally Bear and the NO! Gang | Wally Bear and the NO! Gang | Publicación original: 1992 (Norteamérica) | Nintendo Entertainment System |
| Wally Bear and the NO! Gang es un videojuego de plataformas desarrollado por American Game Cartridges y distribuido por AVE. Este es un juego designado para enseñar a los chicos a decir no a las drogas. |                             | Publicación original: 1992 (Norteamérica) |                               |